# Кребер, Мишель
Мишель Кребер (Michelle Creber; род. 7 сентября 1999, Ванкувер, Британская Колумбия) — канадская актриса кино, телевидения и озвучивания, певица; менее известна как сценаристка, танцовщица и актриса мюзиклов. Наиболее известна озвучиванием Эппл Блум из мультсериала «Дружба — это чудо». Начала озвучивать мульт-персонажей в возрасте девяти лет.

## Биография
Мишель Николь Кребер родилась 7 сентября 1999 года в Ванкувере (Канада). Отец — джаз-пианист, композитор и продюсер Мишель Кребер (Michael Creber), мать — певица и продюсер Моник Кребер (Monique Creber). С раннего детства начала появляться с родителями на сценических подмостках, с 2008 года начала озвучивать мульт-персонажей, с 2010 года — сниматься в кинофильмах и телесериалах. С 2012 года также известна как певица: в том году вышел её первый студийный альбом Timeless: Songs of a Century, в создании которого принял участие известный композитор Даниэль Инграм.
С 5-го класса Мишель перешла на домашнее обучение с репетиторами, чтобы у неё оставалось больше времени на работу; получила аттестат о полном среднем образовании в 16 лет, закончив 11-й и 12-й классы за один год.

## Фильмография

### Актриса на широком экране
Кроме озвучивания
- 2010 — Нация мечтателей[англ.] / Daydream Nation — 10-летняя девочка

### Актриса телевидения
Кроме озвучивания
- 2010 — Сверхъестественное / Supernatural — Хилари (в эпизоде Appointment in Samarra)
- 2011 — Эврика / Eureka — товарищ по команде Радикального Енота (в эпизоде This One Time at Space Camp…)
- 2011, 2014 — Р. Л. Стайн: Время призраков / The Haunting Hour — разные роли (в 2 эпизодах[англ.])
- 2014—2015 — Странная империя[англ.] / Strange Empire — Келли (в 13 эпизодах)
- 2021 — н. в. — Миллион мелочей / A Million Little Things — Дженна (в 3 эпизодах)
- TBA[англ.] — Сила[англ.] / The Power — Дилан (в эпизоде #1.1)

### Актриса «сразу-на-видео»
Кроме озвучивания
- 2010 — В поисках Санта Лапуса / The Search for Santa Paws — Тейлор

### Озвучивание
Мультсериалы, мультфильмы, кинофильмы и видеоигры.
- 2009, 2011—2013 — Что скажет Марта / Martha Speaks — Элис (в 13 эпизодах)
- 2010 — Поезд динозавров / Dinosaur Train — разные роли (в 2 эпизодах)
- 2010—2019 — Дружба — это чудо / My Little Pony: Friendship Is Magic — Эппл Блум / второстепенные персонажи (в 63 эпизодах)
- 2012—2013 — Новые приключения Питера Пэна[фр.] / Les Nouvelles Aventures de Peter Pan — Венди Дарлинг (в 27 эпизодах, в англоязычном дубляже)
- 2012, 2015 — Мультики Минни[англ.] / Minnie's Bow-Toons — разные роли (в 2 эпизодах)
- 2013 — Девочки из Эквестрии / My Little Pony: Equestria Girls — Эппл Блум (в титрах не указана)
- 2013 — Эванджелина[англ.] / Evangeline — Клара
- 2014 — Девочки из Эквестрии. Радужный рок / My Little Pony: Equestria Girls – Rainbow Rocks — Эппл Блум
- 2017 — Мы — Лалалупси[англ.] / We're Lalaloopsy — разные роли (в 5 эпизодах)
- 2017 — My Little Pony в кино / My Little Pony: The Movie — Эппл Блум
- 2018 — Dragalia Lost[англ.] — разные роли (в англоязычном дубляже)
- 2018—2019 — Суперкрошки / The Powerpuff Girls — разные роли (в 2 эпизодах[англ.])
- 2018—2020 — Юникитти! / Unikitty! — разные роли (в 7 эпизодах)
- 2019 — Девочки из Эквестрии. Каникулы как они есть[англ.] / My Little Pony: Equestria Girls – Holidays Unwrapped — Эппл Блум
- 2020 — Мой маленький пони: Жизнь пони / My Little Pony: Pony Life — Эппл Блум (в эпизоде The Fast and the Furriest / Disappearing Act)

### Исполнение песен
- 2010 — В поисках Санта Лапуса / The Search for Santa Paws — песня I Do Believe In Christmas
- 2011—2016, 2018 — Дружба — это чудо / My Little Pony: Friendship Is Magic — 17 песен в 14 эпизодах[7]
- 2015—2018 — Мир Найны[англ.] / Nina's World — вступительная песня[англ.] во всех эпизодах
- 2017 — My Little Pony в кино / My Little Pony: The Movie — песня We Got This

## Актриса мюзиклов
- 2008 — Рождественская песнь[англ.] / A Christmas Carol — Крошечный Тим[англ.]
- 2009 — Бриолин / Grease — Кеники
- 2009—2010 — Энни / Annie — Энни
- 2010 — Парни и куколки / Guys and Dolls — Красивая-прекрасивая Джонсон
- 2010 — Звуки музыки / The Sound of Music — Бригитта фон Трапп
- 2011 — Удивительный волшебник из страны Оз[англ.] / The Wonderful Wizard of Oz — Дороти Гейл
- 2016 — Слава[англ.] / Fame — Отбивная-Из-Ягнёнка
- 2017 — 13[англ.] / 13 — Люси
- 2017 — Маленькие женщины[англ.] / Little Women — Джо

## Награды и номинации
С полным списком кинематографических наград и номинаций Мишель Кребер можно ознакомиться на сайте IMDb.
- 2015 — Leo Awards в категории «Лучшая женская роль второго плана» за роль в сериале «Странная империя[англ.]» — номинация.

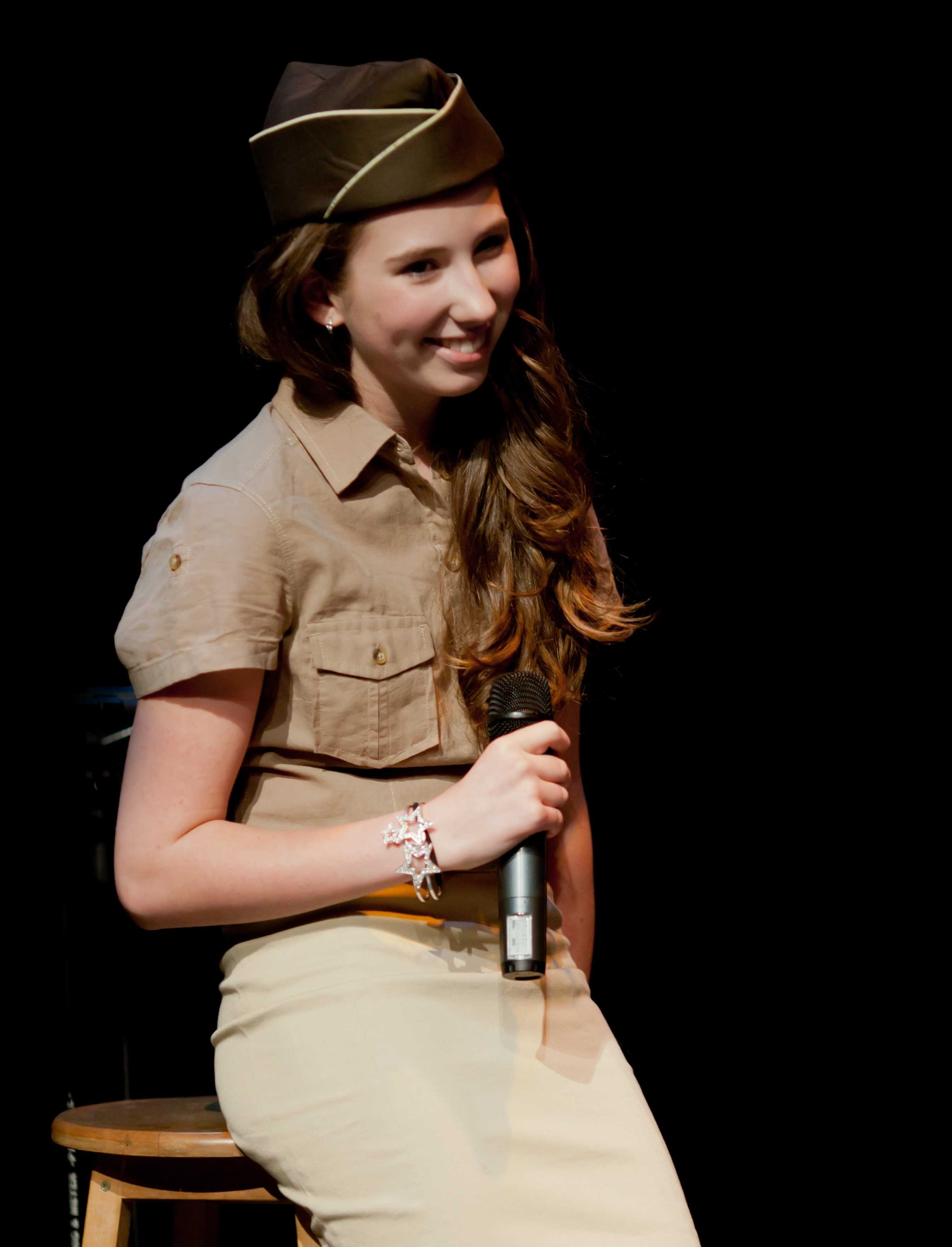
Мишель исполняет песню Boogie Woogie Bugle Boy, 2013 г.
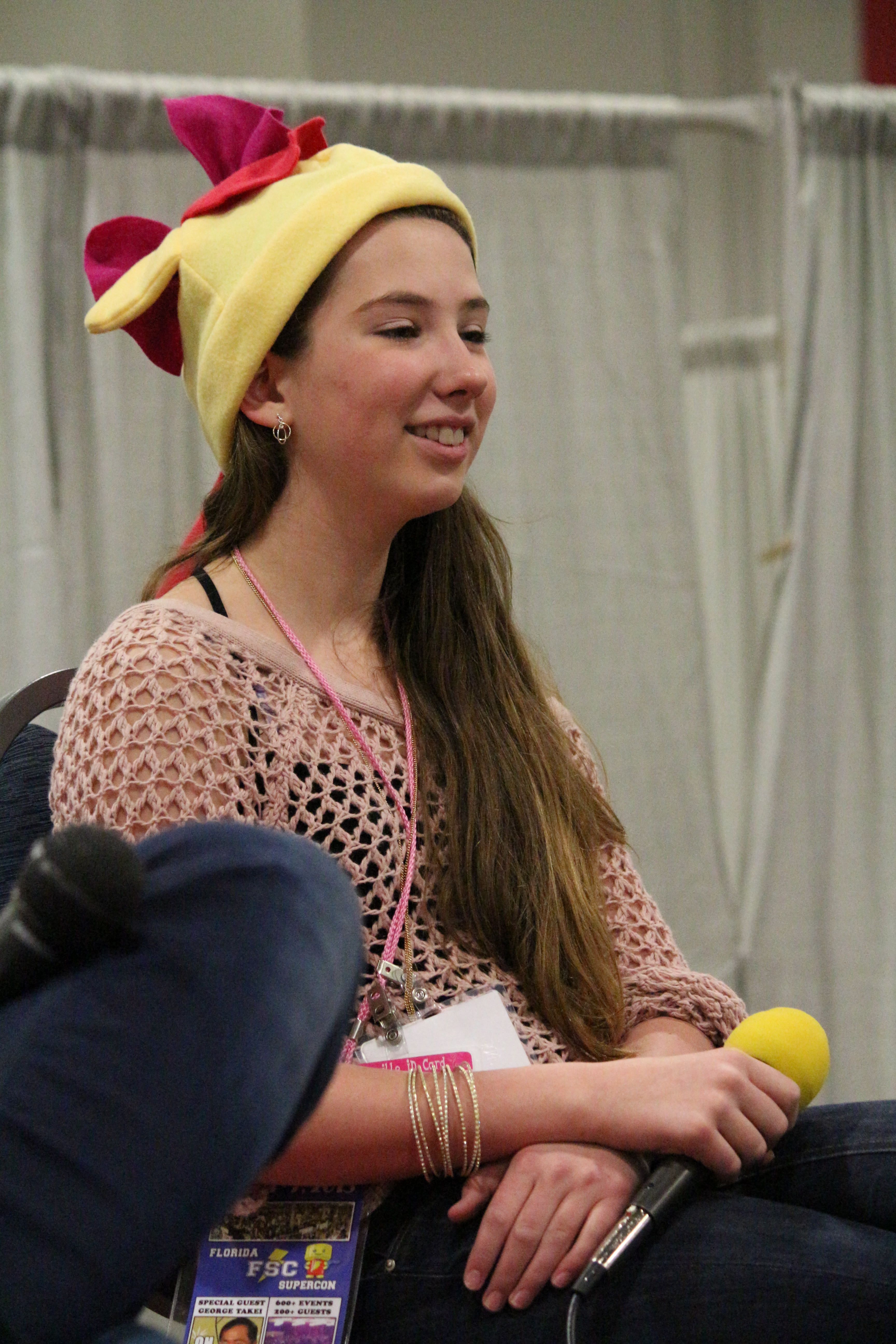
На Animate Miami, январь 2013 г.
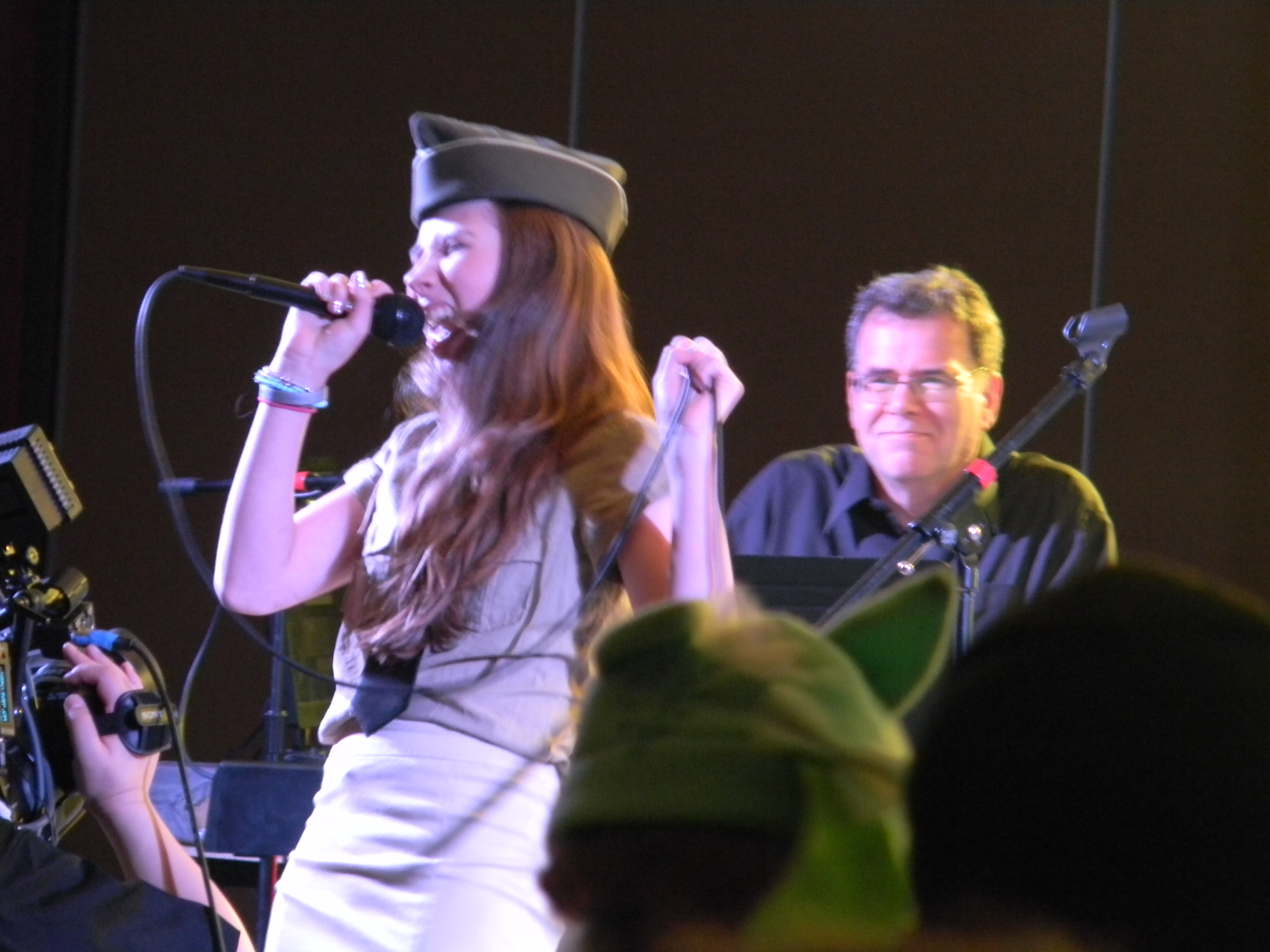
На брони Everfree NW. На заднем плане — отец Мишель. Сиэтл (США), июль 2013 г.
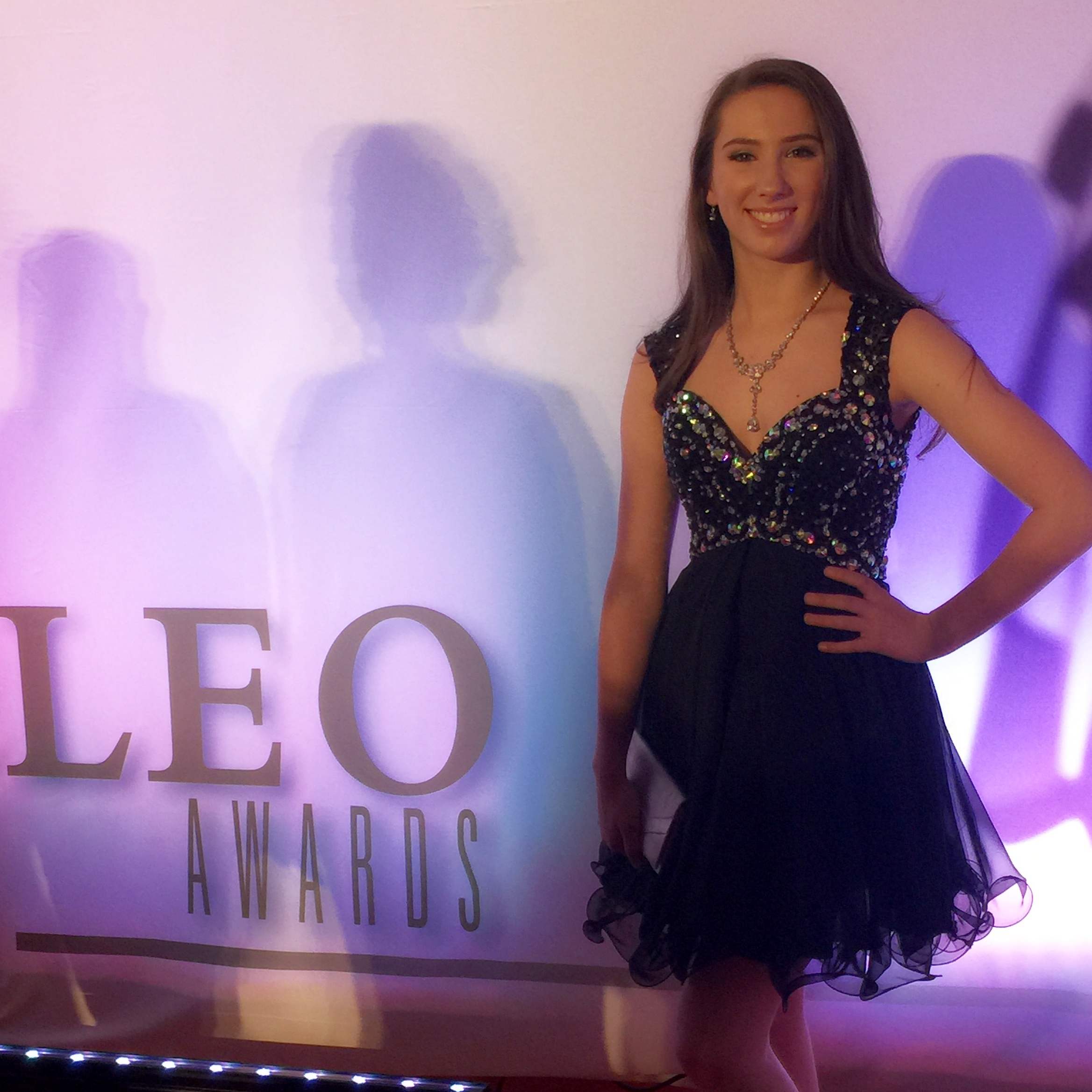
На церемонии награждения Leo Awards в Ванкувере, июнь 2015 г.
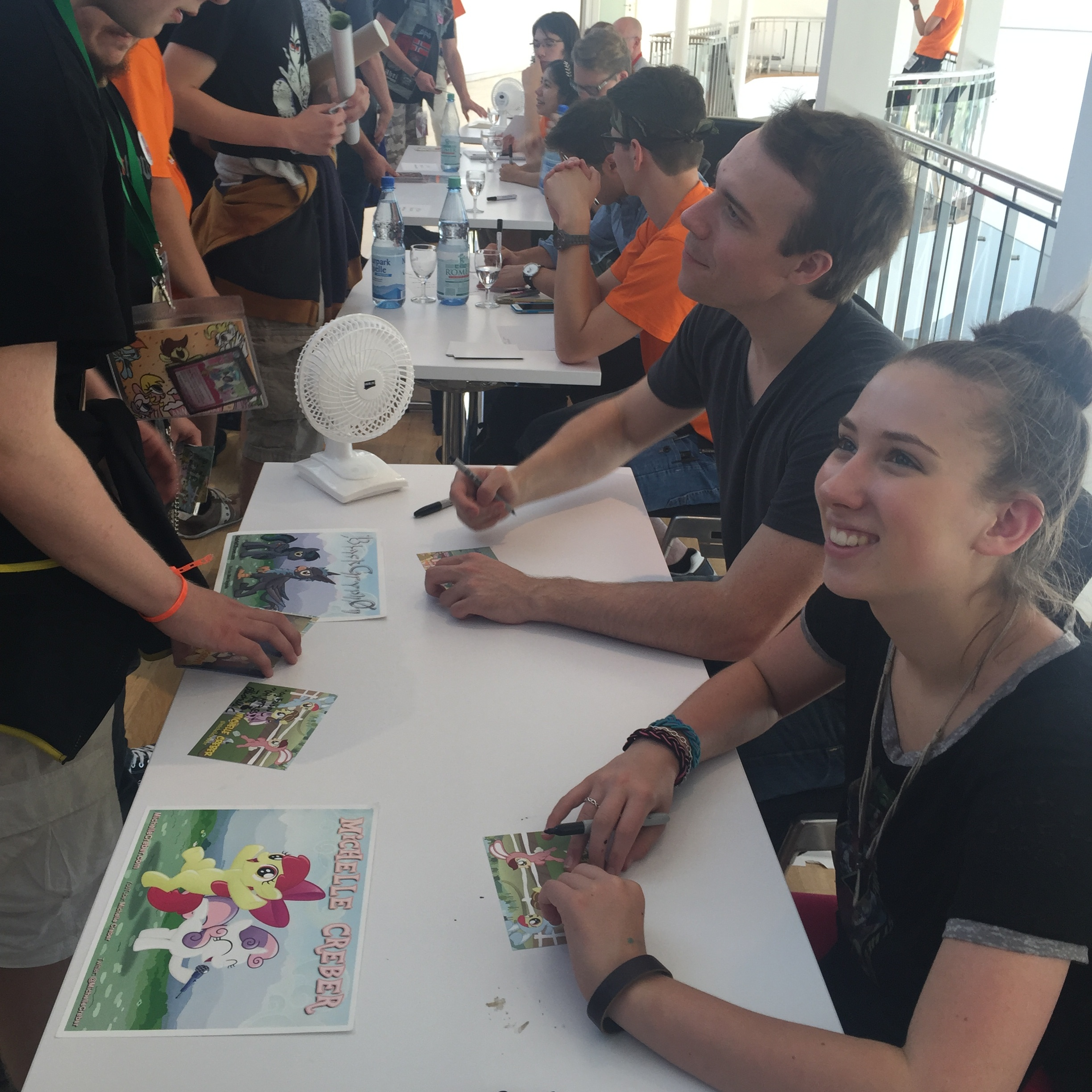
На БрониКоне в Германии, август 2015 г.
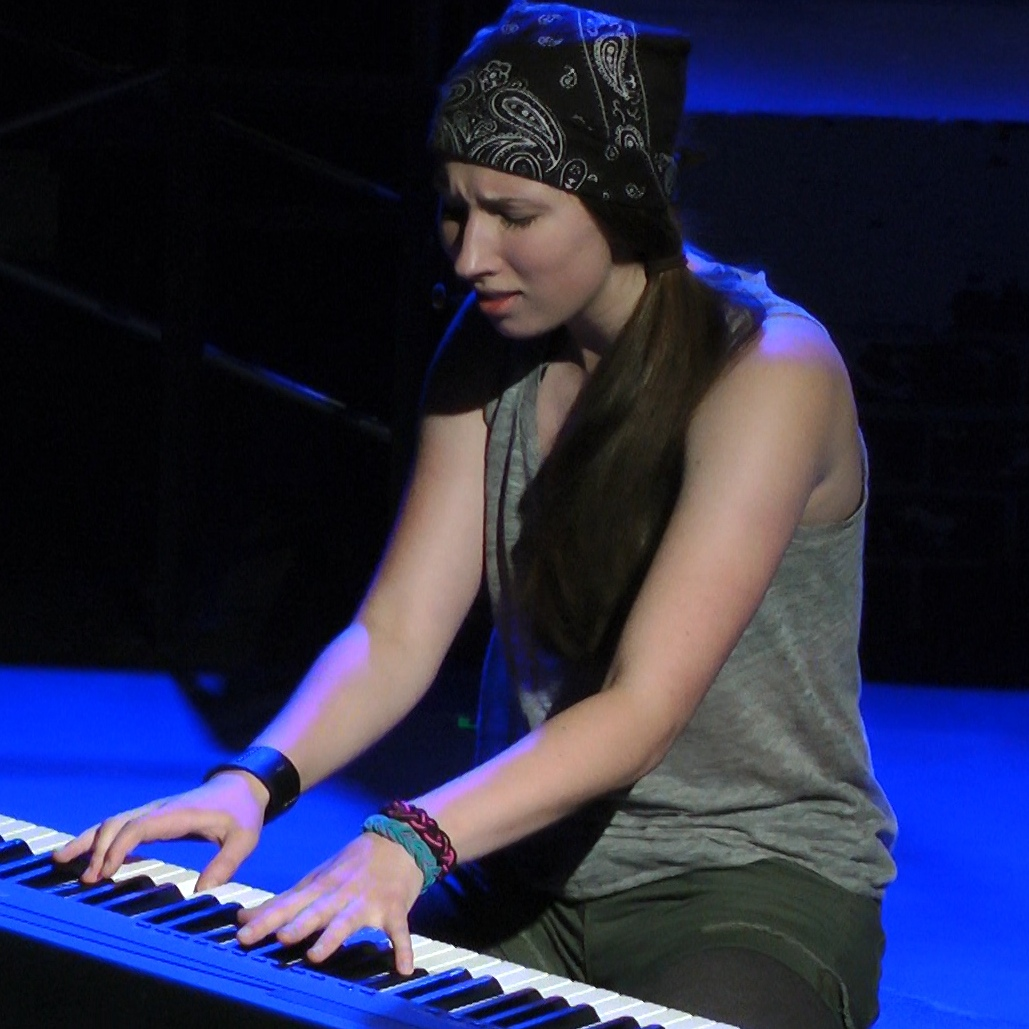
В мюзикле «Слава[англ.]», сентябрь 2016 г.
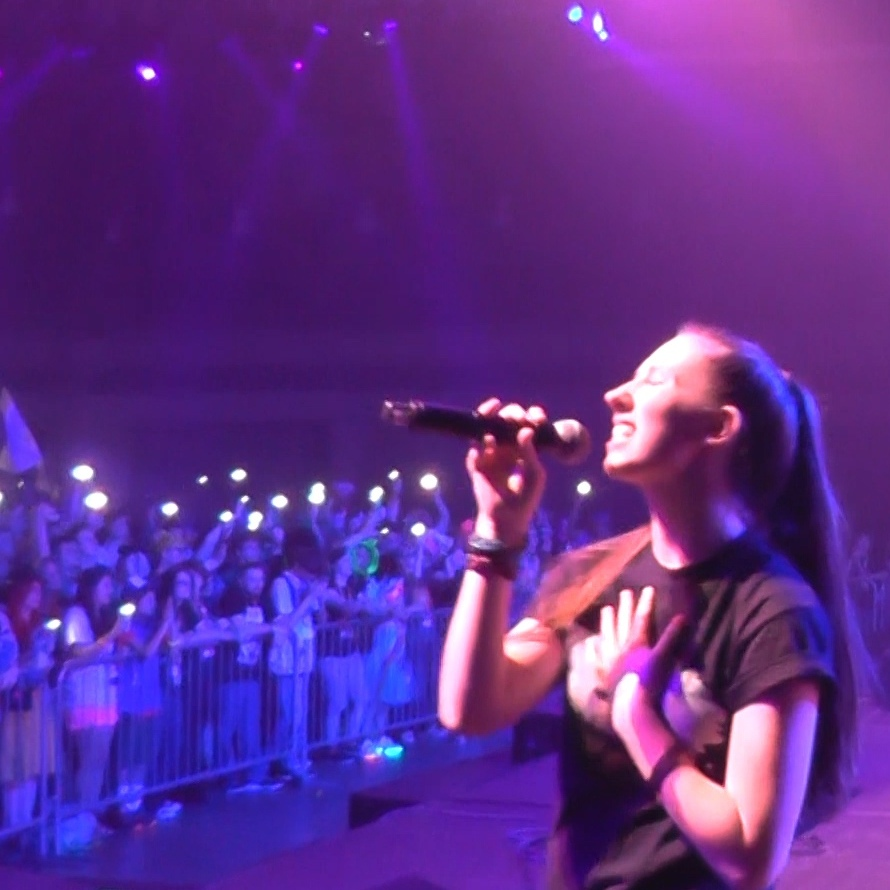
На БрониКоне в Балтиморе (США), январь 2017 г.